# Efectes de l'escalfament global

Resum del 2014 de l'impacte del canvi climàtic

Els efectes de l'escalfament global inclouen canvis de gran abast i duradors al medi ambient, els ecosistemes i les societats humanes provocats directament o indirecta per les emissions de gasos amb efecte d'hivernacle dels éssers humans. Així mateix, inclou els canvis econòmics i socials relacionats amb un món més calent.
Molts dels impactes físics de l'escalfament global ja es poden veure, incloent-hi fenòmens meteorològics extrems, el retrocés de les glaceres, canvis en la cronologia d'esdeveniments estacionals p. ex. floració avançada de les plantes), la pujada del nivell del mar i la disminució del gel marí àrtic. L'impacte futur de l'escalfament global depèn de l'èxit amb el qual els estats apliquin mesures de mitigació i redueixin les emissions de gasos amb efecte d'hivernacle. L'acidificació dels oceans no és una conseqüència de l'escalfament global, sinó que tenen una causa comuna: l'augment del diòxid de carboni atmosfèric.
El canvi climàtic també s'ha fet sentir en els ecosistemes i els éssers humans. Juntament amb la variabilitat climàtica, ha empitjorat la inseguretat alimentària en molts llocs i ha augmentat la pressió sobre el subministrament d'aigua dolça. En combinació amb fenòmens meteorològics extrems, això perjudica la salut humana. Les temperatures creixents són una amenaça per al desenvolupament pels seus efectes negatius en el creixement econòmic als països en vies de desenvolupament. L'impacte social també dependrà dels esforços per preparar-se i adaptar-se. L'escalfament global ja contribueix a les migracions massives en diferents parts del món.
Les polítiques a curt termini contra el canvi climàtic tenen un efecte significatiu sobre els seus impactes a llarg termini. Unes polítiques de mitigació estrictes podrien aconseguir limitar l'escalfament global (el 2100) a uns 2 °C o menys en comparació amb els nivells preindustrials. Sense aquestes mesures, l'augment de la demanda energètica i l'ús generalitzat de combustibles fòssils podria conduir a un escalfament global d'aproximadament 4 °C. Un escalfament global de major magnitud requeriria un major esforç d'adaptació i augmentaria el risc d'impactes negatius.